# Adrianus Sunarko
Adrianus Sunarko OFM (Merauke, Papua, Indonésia, 7 de dezembro de 1966) é um clérigo religioso indonésio e bispo católico romano de Pangkal-Pinang.
Adrianus Sunarko ingressou na Ordem Franciscana, fez a profissão em 15 de agosto de 1994 e recebeu o sacramento da ordem em 8 de julho de 1995.
Depois de um curto período como capelão na Arquidiocese de Jacarta, ele foi para a Universidade Albert Ludwig de Freiburg para seis anos de estudos de pós-graduação em 1996, onde recebeu seu doutorado em 2002 com uma dissertação sobre o desenvolvimento da compreensão de Edward Schillebeeckx sobre a revelação e suas consequências para sua compreensão da igreja. A partir de 2002 foi professor na Universidade de Filosofia Driyarkara em Jacarta. De 2004 a 2007 foi Definidor Provincial e de 2007 a 2009 Vice-Provincial dos Franciscanos Indonésios. Desde 2010 é provincial e desde 2014 também é presidente da Conferência dos Superiores Maiores das Ordens Masculinas da Indonésia.
Em 28 de junho de 2017, o Papa Francisco nomeou-o Bispo de Pangkal-Pinang. O Arcebispo de Palembang, Aloysius Sudarso SCI, concedeu-lhe a ordenação episcopal em 23 de setembro do mesmo ano, no Estádio Depati Amir, em Pangkal Pinang. Os co-consagradores foram o Bispo de Jayapura, Leo Laba Ladjar OFM, e o Bispo de Tanjungkarang, Yohanes Harun Yuwono.